# Билези
Билези (серб. Биљези / Biljezi) — село в общине Вишеград Республики Сербской Боснии и Герцеговины. В настоящее время село необитаемо.